# Universitat de Burgos
La Universitat de Burgos és una universitat pública situada a la ciutat espanyola de Burgos, creada en 1994.
Malgrat la seva recent creació, el 2012 es va col·locar al capdavant en recerca dins de Castella i Lleó.

## Història

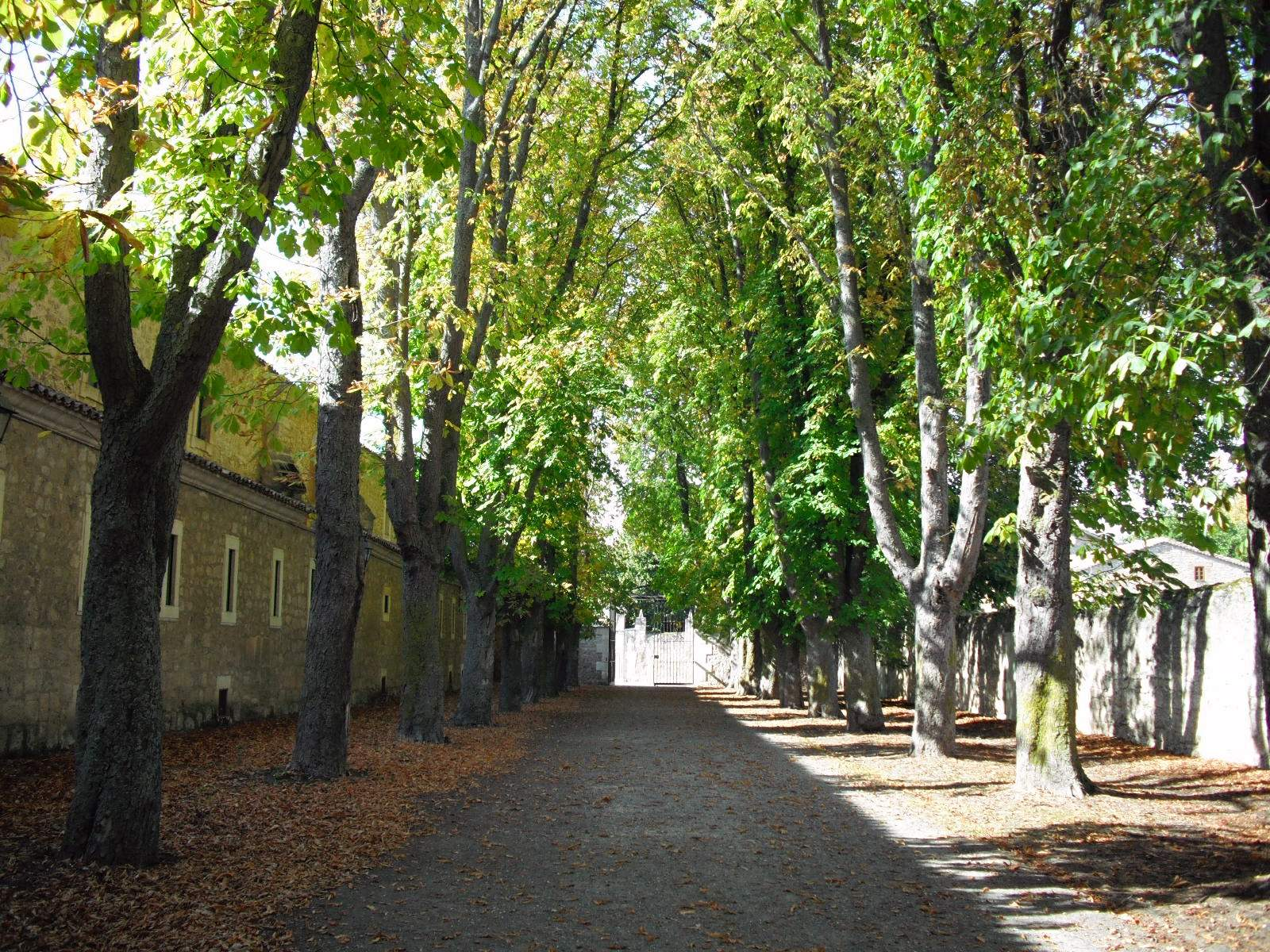
Parc Del Parral — Camí de Santiago — Hospital del Rei

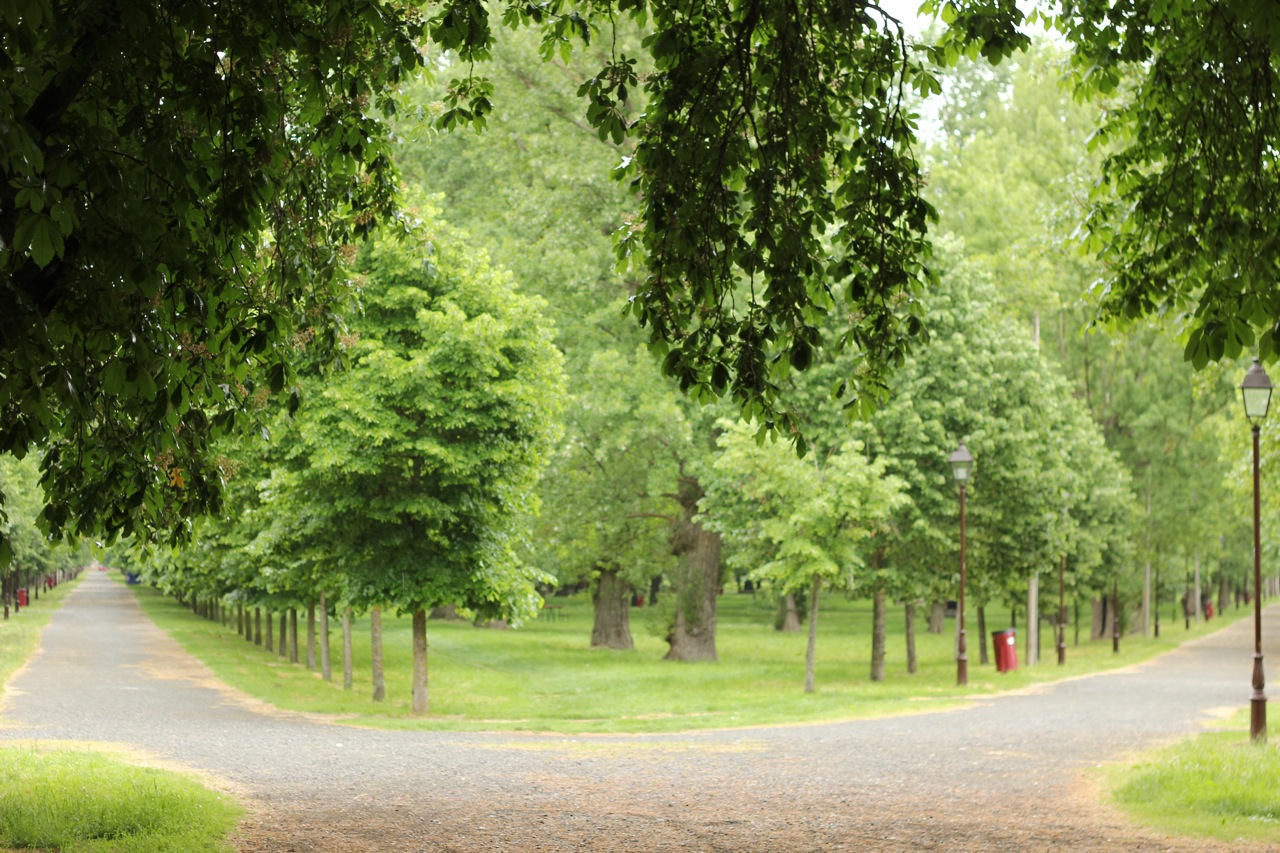
Parc Del Parral — Camí de Santiago arribant a l'Hospital del Rei

La Universitat va ser creada com tal l'any 1994, com a escissió de la Universitat de Valladolid a partir del campus que aquesta tenia a la ciutat de Burgos.
En un primer moment és regida per una comissió gestora, presidida pel catedràtic de Valladolid Marcos Sacristán Represa fins a 1997. El seu primer rector va ser catedràtic José María Leal Villalba, des de 1997 al 2008. El seu successor va ser el catedràtic Alfonso Murillo Villar.
En 2013 la UBU comença a impartir els graus de Llengua i Literatura, d'Enginyeria Informàtica, de Ciència Política i de Gestió Pública, Història i Patrimoni i Turisme en línia.
En 2014, va obtenir l'avaluació favorable per ser campus d'excel·lència internacional.

## DoctorsHonoris causaper la Universitat de Burgos
| Data        | investidura                | Doctor honoris causa                                                | Professió                                     |
| ----------- | -------------------------- | ------------------------------------------------------------------- | --------------------------------------------- |
| 06/mar/1998 | Rafael Frühbeck de Burgos  | Músic burgalès. Director d'orquestra                                |                                               |
| 06/mar/1998 | José Vetlla Zanetti        | Pintor burgalès                                                     |                                               |
| 10/may/2001 | Michele Forina             | Químic                                                              |                                               |
| 10/may/2001 | Fernando Tejerina García   | Rector de la Univ. de Valladolid durant la creació de la UBU        |                                               |
| 20/abr/2007 | Antonio María Rouco Varela | Cardenal Arquebisbe de Madrid                                       |                                               |
| 20/abr/2007 | Emiliano Aguirre Enríquez  | Paleontòleg. Primer director dels jaciments d'Atapuerca (1978-1990) |                                               |
| 17/dic/2009 | 30/abr/2010                | Juan Luis Arsuaga Ferreras                                          | Codirector dels jaciments d'Atapuerca (1991-) |
| 17/dic/2009 | 30/abr/2010                | José María Bermúdez de Castro                                       | Codirector dels jaciments d'Atapuerca (1991-) |
| 17/dic/2009 | 30/abr/2010                | Eudald Carbonell i Roura                                            | Codirector dels jaciments d'Atapuerca (1991-) |
| 17/dic/2009 | 17/sep/2010                | Geoffrey Parker                                                     | Historiador i hispanista                      |
| 1/mar/2013  | Félix Rodríguez de la Font | Naturalista i divulgador burgalès (investit in memorian)            |                                               |
| 23/may/2013 | Umberto Ressò              | Escriptor                                                           |                                               |
| 16/jul/2013 | 25/oct/2013                | José Antolín Toledà                                                 | Industrial                                    |
| 15/jun/2015 | Luis Rojas-Marcos          | Psiquiatre, investigador i professor                                |                                               |